# BK 5 機関砲
BK 5（Bordkanone 5）は、第二次世界大戦中に開発されたドイツの航空機関砲である。アメリカ陸軍航空軍（USAFF）を中心とした連合国軍の重爆撃機に対抗するために開発された。爆撃機群は、防御隊形としてコンバット・ボックス（密集編隊）を構成しており、それらによる防御機銃火力はドイツ空軍の戦闘機に苦戦を強いるものであった。BK 5は防御隊形を組んだ爆撃機の重防御火力の射程圏に十分に間合いをとった距離からの攻撃が可能な長射程を有している。

## 概要
1943年にラインメタル社はIII号戦車で使用されていた5 cm KwK 39戦車砲をメッサーシュミット Me 410 ホルニッセ（Hornisse）双発駆逐爆撃機に搭載する航空機関砲に改造する契約を請け負った。この機関砲が装備された機体はUmrüst-Bausätze（メーカー改造） 4を示すMe 410A-1/U4という名称を与えられた。実験的なものでは2機のメッサーシュミット Me262 A-1a/U4ジェット戦闘機の試作機に実用段階前の類似の機関砲がMK 214として搭載された（しかし、実戦では使用されなかった）。BK 5の半円環状弾倉には22発の弾薬を収納していた。約300門が生産されたが実戦での使用は限定的なもので、最も知られているのは第26駆逐航空団（ZG 26）/第II飛行隊に所属するMe 410A-1/U4 ホルニッセである。BK 5は長射程射撃を意図してユンカース Ju 88P-4夜間攻撃機にも搭載された。この機関砲用にはMe 410に標準のRevi C12C照準器に加えて望遠照準器が取り付けられた。Me 410がしばしば巻き込まれることになる格闘戦において機動する標的が易々と望遠照準器の狭い視野外へ逃げられてしまうために、この望遠照準器は有効であるよりも弊害のほうが大きかった。
Me 262に搭載された場合、この機関砲は装弾不良を起こすことが分かり、夜間に発砲すると一時的にパイロットの夜間視力を奪う傾向にあった。
ドイツ語のウェブサイト で言及されている1944年2月終わりから4月半ばまでUSAAFと交戦したZG 26/第II飛行隊の報告書によると、BK 5を装備したその駆逐航空団の53機の「ホルニッセ」が実施した5回か6回の迎撃で合計129機という膨大な数のボーイング B-17と4機のコンソリデーテッド B-24を撃墜し、その期間に同航空団が失ったMe 410は僅か9機であったと云われている 。